# Hyperolius chrysogaster
Espèce
Statut de conservation UICN

 NT  : Quasi menacé
Hyperolius chrysogaster est une espèce d'amphibiens de la famille des Hyperoliidae.

## Répartition
Cette espèce est endémique de la province du Kivu en République démocratique du Congo. Elle se rencontre du mont Ruwenzori au versant nord des monts Itombwe,.

## Publication originale
- Laurent, 1950 : Diagnoses préliminaires de treize batraciens nouveaux d’Afrique centrale. Revue de Zoologie et de Botanique Africaine, vol. 44, p. 1–18.